# 岸本喜久雄
岸本 喜久雄（きしもと きくお、1952年11月 - ）は、日本の工学者。専門は計算力学、材料力学、破壊力学。東京工業大学名誉教授。東京工業大学副学長、アメリカ機械学会フェロー、日本機械学会会長、自動車技術会技術会議議長、日本技術者教育認定機構副会長等を歴任した。

## 人物・経歴
神奈川県茅ヶ崎市出身。茅ヶ崎市立茅ヶ崎小学校、神奈川県立湘南高等学校を経て、1975年東京工業大学工学部機械物理工学科卒業。1977年東京工業大学大学院理工学研究科機械物理工学専攻修士課程修了、1977年東京工業大学工学部機械物理工学科助手。1982年東京工業大学工学博士。坂田勝に師事。
1987年ケンブリッジ大学客員研究員。1988年東京工業大学工学部一般材料力学講座助教授に昇格。1993年東京工業大学工学部機械知能システム学科助教授。1995年東京工業大学工学部機械知能システム学科教授に昇格。2003年日本機械学会材料力学部門長。
2004年東京工業大学副工学部長（統括）。2012年東京工業大学副学長（教育運営担当）。同年東京工業大学大学院理工学研究科工学系長・工学部長。2016年東京工業大学環境・社会理工学院長、日本機械学会会長。
2018年東京工業大学名誉教授。2019年日本工学会会長。2020年新エネルギー・産業技術総合開発機構技術戦略研究センター長。2021年神奈川県科学技術会議座長。自動車技術会技術会議議長、日本技術者教育認定機構副会長、文部科学省科学技術・学術審議会委員等も歴任した。

## 受賞
- 1980年 - 日本機械学会論文賞[3]
- 1993年 - 防食腐食協会論文賞[3]
- 2000年 - 日本機械学会論文賞[3]
- 2001年 - 日本非破壊検査協会奨励賞[3]
- 2002年 - 日本機械学会材料力学部門国際交流表彰[3]
- 2003年 - 日本機械学会フェロー[3]
- 2006年 - 日本材料学会学術貢献賞[3]
- 2007年 - アメリカ機械学会フェロー、日本機械学会材料力学部門業績賞、日本機械学会創立110周会員功労者表彰、日本機械学会創立110周事業功労者表彰[3]
- 2013年 - 自動車技術会フェロー[6]
- 2014年 - 日本機械学会材料力学部門貢献賞[6]
- 2016年 - 日本機械学会材料力学部門功績賞[6]
- 2017年 - 自動車技術会創立70周年記念表彰[6]